# Strafprozessrecht (Vereinigte Staaten)
Der Strafprozess bezeichnet in den Vereinigten Staaten das Verfahren zur Ermittlung und Verurteilung strafbarer Handlungen. Aufgrund der stark föderalen Staatsform gibt es bedeutende prozessrechtliche Unterschiede sowohl zwischen den Bundesstaaten untereinander als auch zwischen dem Bund und den Bundesstaaten allgemein.

## Rechtsquellen
Das US-Strafprozessrecht ist nicht kodifiziert. Auf Bundesebene bestehen die Federal Rules of Criminal Procedure. Die Grundlagen des Verfahrens ergeben sich allerdings oftmals unmittelbar aus dem Verfassungsrecht. Von besonderer Bedeutung sind
- der 4. Zusatzartikel (unreasonable search and seizure – „unangemessene Durchsuchung und Beschlagnahme“),
- der 5. Zusatzartikel (Privileg gegen Selbstbelastung, Verbot von double jeopardy),
- der 6. Zusatzartikel (Recht auf ein schnelles Verfahren, Recht auf ein Jury-Verfahren, Recht, Zeugen zu befragen, Recht auf anwaltlichen Beistand) und in geringerem Ausmaß
- der 8. Zusatzartikel (Verbot von grausamer und ungewöhnlicher Strafe, insbesondere die Todesstrafe, und die Rechte von Gefangenen).

## Ermittlungsverfahren
Der Strafprozess findet in zwei Abschnitten statt: Ermittlungsverfahren (pretrial procedures) und Hauptverfahren (trial). Das Hauptverfahren zerfällt in ein Erkenntnisverfahren und Bestrafungsverfahren. Das Ermittlungsverfahren wird von der Staatsanwaltschaft und der beigeordneten Polizei durchgeführt, um festzustellen, ob überhaupt eine Straftat begangen wurde, wer sie begangen hat und welche Beweise es gibt, die die Schuld des Täters belegen.

### Search and Seizure(Durchsuchung und Festnahme)
Der 4. Verfassungszusatz soll die Bevölkerung vor willkürlichen Festnahmen schützen. Die seizure (~ Festnahme) meint im US-Recht die Kontrolle eines Beauftragten der Regierung über eine Person oder Sache. Sie ist nur zulässig, wenn die Polizei einen hinreichenden Verdacht (probable cause) hat. Maßstab hierfür ist die vernünftige und umsichtige Person (reasonably prudent person). Die seizure ist sowohl präventiv als auch repressiv möglich, d. h. der Verdächtige kann bereits eine Straftat begangen haben oder ist gerade dabei eine Straftat zu begehen.
Unterhalb der Schwelle des arrests kann die Polizei auch Personen ganz kurzzeitig anhalten. Nach einer Entscheidung des Supreme Court bezeichnet man dies als Terry stop. Erforderlich hierfür ist ein vernünftiger Verdacht (reasonable suspicion). Dies ist schwächer als die probable cause für den arrest.
Reasonable suspicion ist wiederum erforderlich, um ein Kraftfahrzeug anzuhalten. Das bloße Beschnuppern durch einen Polizeihund gilt indessen nicht bereits als Durchsuchung. Schlägt der Hund an, gilt dies als probable cause für weitere Maßnahmen (Florida v. Harris, 568 U.S. 237 (2013)). Das innere Motiv des Polizeibeamten ist für die Rechtmäßigkeit der Maßnahme (auch sog. pretextual stops) irrelevant, solange sie in sich rechtmäßig war (Whren v. United States, 517 U.S. 806 (1996)).

## Anklageerhebung
Nach dem Ermittlungsverfahren kann die Staatsanwaltschaft abhängig von der Straftat auf zwei verschiedenen Wegen Anklage erheben. In den meisten Fällen erfolgt die Anklage (engl. indictment) direkt von der Staatsanwaltschaft mittels einer Bill of Information oder einem ähnlichen Dokument. Allerdings verlangt der 5. Zusatzartikel zur Verfassung der Vereinigten Staaten, dass in schwerwiegenden Straffällen auf der Bundesebene die Anklage durch die Grand Jury erfolgen muss. Diese Bedingung existiert auch in einigen Bundesstaaten.

## Voire direundtrial(Hauptverfahren)
Nachdem die Anklage eingereicht wurde, muss die Jury ausgewählt werden, da alle Angeklagten in den Vereinigten Staaten ein vom sechsten Zusatzartikel verbrieftes Recht auf ein Geschworenengericht haben. Der Angeklagte hat aber auch die Möglichkeit, auf dieses Recht zu verzichten, so dass die Verhandlung nur vor einem Richter stattfindet. Die Jury wird von der Staatsanwaltschaft und dem Angeklagten (oder seinem Rechtsbeistand) gemeinsam ausgewählt.
Die Beweislast liegt, wie in den meisten anderen Rechtsordnungen auch, bei der Staatsanwaltschaft. Sie muss über einen berechtigten Zweifel hinaus (engl. beyond a reasonable doubt) die Schuld des Angeklagten beweisen. Dabei findet die Verhandlung in mehreren Stufen statt. Zuerst präsentiert die Staatsanwaltschaft ihre Seite, indem sie belastende Beweismittel einreicht und Zeugen vorlädt. Nach der Staatsanwaltschaft hat die Verteidigung die Möglichkeit, beim Richter einen Antrag auf Verfahrenseinstellung mangels ausreichender Beweise zu stellen, oder aber ihre Seite zu präsentieren und Entlastungszeugen zu vernehmen. Zeugen können immer von der gegnerischen Seite ins Kreuzverhör genommen werden. Allerdings hat der Angeklagte kraft des 5. Zusatzartikel ein unbeschränktes Zeugnisverweigerungsrecht. Sollte der Angeklagte von diesem Recht nicht Gebrauch machen, um zum Beispiel in eigener Sache als Entlastungszeuge aufzutreten, muss er auch die Fragen der Staatsanwaltschaft beantworten.
Nachdem beide Parteien ihre Beweise vorgelegt haben, geben beide ihr abschließendes Plädoyer ab, wobei der Angeklagte immer das letzte Wort hat. In einem Verfahren mit Jury verlässt diese nun den Gerichtssaal und berät geheim über die Schuld oder Unschuld des Angeklagten. Der Jurybeschluss muss dabei einstimmig erfolgen und wird nach dem Ende der Beratungen im Gerichtssaal und in der Anwesenheit beider Parteien von einem Mitglied der Jury verkündet.
Wenn der Angeklagte für schuldig befunden wird, folgt anschließend das Bestrafungsverfahren. Dies geschieht meist zu einem späteren Zeitpunkt und oft unter einem anderen Richter. In Fällen, die die Todesstrafe zur Folge haben können, muss nach einem Urteil des Obersten Gerichtshofs der Vereinigten Staaten die Jury auch an diesem Verfahren beteiligt werden. Wie auch im Erkenntnisverfahren muss hier die Staatsanwaltschaft Beweise vorlegen, warum ein bestimmtes Strafmaß angebracht ist. Der Angeklagte hat auch hier die Möglichkeit, Beweise einzubringen und Zeugen vorzuladen, um das Strafmaß zu verringern.
Nach dem Bestrafungsverfahren ist das Urteil vorläufig rechtskräftig. Der Angeklagte hat allerdings die Möglichkeit, Rechtsmittel einzulegen und das Urteil damit anzufechten. Dabei wird der Prozess nicht neu aufgelegt, sondern nur überprüft, ob die Rechte des Angeklagten und anderes geltendes Recht während der Verhandlung beachtet wurden. Das Appellationsgericht kann dann, abhängig von den Umständen, das Urteil vollumfänglich bestätigen oder einen vollständig neuen Prozess, eine Wiederholung des Bestrafungsverfahrens oder den Freispruch des Angeklagten anordnen. Sollte ein Angeklagter in der ersten Instanz freigesprochen werden, kann die Staatsanwaltschaft keine Rechtsmittel einlegen, das Urteil ist also in diesem Fall endgültig rechtskräftig. Dies ist auch der Fall, wenn dem Antrag der Verteidigung auf Verfahrenseinstellung mangels Beweise nach Beginn des Erkenntnisverfahrens stattgegeben wird.

## Plea Bargaining
Die hier beschriebenen Verfahren werden allerdings nur in Ausnahmefällen angewandt. Das amerikanische Rechtssystem sieht sich wie auch das deutsche von der großen Anzahl an Fällen überfordert. Um Linderung zu schaffen, werden in den Vereinigten Staaten Plea Bargains angewandt. Sie entsprechen einem „Aushandeln“ des Strafmaßes und der Schuld des Angeklagten. Dabei schlägt der Staatsanwalt im Austausch für ein Geständnis eine geringere Bestrafung vor als im Gerichtsverfahren abzusehen ist. Wenn der Angeklagte den Vorschlag annimmt, bekennt er sich vor dem Richter schuldig (guilty plea). Dieser bestimmt dann das Strafmaß, das meist mit dem Vorschlag des Staatsanwalts identisch ist. Allerdings hat der Richter auch die Möglichkeit, den Handel abzulehnen und ein ordentliches Gerichtsverfahren anzuordnen. Beim sog. plea of nolo contendere (Alford Plea) tritt der Angeklagte lediglich dem Anklagevorwurf nicht mehr entgegen, ohne jedoch zugleich einzugestehen, dass er die ihm zur Last gelegte Tat begangen habe. 
Diese Methode erlaubt es in unbedeutenden Fällen, die Arbeitslast der Gerichte entscheidend zu verringern. Auch bietet es dem Angeklagten die Möglichkeit, eine geringere Bestrafung zu erlangen. In diesem Sinne hat das Plea Bargaining auch Eingang in den deutschen Strafprozess gefunden. So dient auch die Verständigung im Strafverfahren der gerichtlichen Verfahrensbeschleunigung.

## Unterschiede zum deutschen Strafprozess
Obwohl viele Elemente des amerikanischen Strafprozess auch in der deutschen Variante wiederzufinden sind (z. B. Beweislast zugunsten des Angeklagten), so gibt es auch bedeutende Unterschiede:
- Das amerikanische Gerichtsverfahren ist eindeutig adversarial angelegt. Das heißt, dass sowohl die Staatsanwaltschaft als auch die Verteidigung selbst dafür verantwortlich sind, alle relevanten Beweise vorzulegen. Die Rolle des Richters ist hierbei hauptsächlich die des Schiedsrichters, der die korrekte Befolgung des jeweils gültigen Prozessrechts garantieren soll. Der Richter entscheidet zum Beispiel auch darüber, ob Beweise überhaupt zur Verhandlung zugelassen werden können, sollten sie zum Beispiel illegal erlangt worden sein.
- Die Befragung von Zeugen durch den Richter ist im amerikanischen Prozessrecht nicht vorgesehen. Somit ist die Jury oder der Richter, wenn keine Jury einberufen wird, auf die Argumente beider Parteien angewiesen, um über Schuld oder Unschuld zu befinden. Dies ist ein deutlicher Unterschied zum deutschen Prozessrecht, in dem das Gericht dazu angehalten ist, den Sachverhalt so vollständig wie möglich zu untersuchen und auch im Weiteren an der Verhandlung umfangreich beteiligt zu sein.
- Im amerikanischen Strafprozess gibt es eine strikte Trennung zwischen Erkenntnis- und Bestrafungsverfahren. Dies hat sich aus der Bedingung des Geschworenenverfahrens herausgebildet und ist bei Verfahren, die nur unter einem Richter stattfinden, nicht nötig.
- Die Benutzung von Geschworenen zur Schuld- oder Unschuldserkenntnis ist seit 1924 in Deutschland nicht mehr vorgesehen. Da in den USA in solchen Verfahren zwölf Normalbürger von der Schuld des Angeklagten überzeugt werden müssen, unterscheidet sich die Atmosphäre in amerikanischen Gerichtssälen deutlich. Durch die allgemeine Zulassung der Medien, also auch Fernsehen und Fotografen, wird dies noch verstärkt.
- Die Berufung auf einen Freispruch durch die Staatsanwaltschaft ist im amerikanischen Recht allgemein unzulässig. Genauso kann die Staatsanwaltschaft auch aufgrund „unzureichenden Strafmaßes“ keine Rechtsmittel einlegen. Dieses Gesetz wird dabei als Schutz des Bürgers vor staatlicher Nötigung verstanden.
- Ein rechtsgültiges Geständnis führt in der amerikanischen Rechtspraxis immer zum Ende des Erkenntnisverfahrens und direkt zum Bestrafungsverfahren. Dies ist besonders für das Plea Bargaining von Bedeutung.
- siehe auch Finding of fact